# آدریانا کاسلوتی
آدریانا کاسِلوتی (انگلیسی: Adriana Caselotti؛ ۶ مهٔ ۱۹۱۶ – ۱۸ ژانویهٔ ۱۹۹۷) یک هنرپیشه، خواننده و صدا پیشه اهل ایالات متحده آمریکا بود. وی بین سال‌های ۱۹۳۲ تا ۱۹۹۷ میلادی فعالیت می‌کرد.

## فیلم‌شناسی
- چه زندگی شگفت‌انگیزی (۱۹۴۶) - نامش در عنوان‌بندی نیامده
- جادوگر شهر از (۱۹۳۹) - نامش در عنوان‌بندی نیامده
- سفیدبرفی و هفت کوتوله (۱۹۳۷) - نامش در عنوان‌بندی نیامده
- ماریتای بدذات (۱۹۳۵) - نامش در عنوان‌بندی نیامده